# Gemínidas
Las gemínidas son una lluvia de meteoros de actividad alta. Su cuerpo progenitor es el asteroide (3200) Faetón, que podría ser un asteroide remanente de (2) Palas. Esta relación se puso de manifiesto tras el descubrimiento del asteroide en 1983 por el satélite IRAS, y fue la primera lluvia claramente relacionada con un asteroide. Sin embargo, se cree que dicho asteroide es tan solo un cometa extinto y que las partículas fueron eyectadas hace siglos.
Los meteoros de esta lluvia tienen un movimiento lento y pueden ser observados durante la mayor parte del mes de diciembre usualmente del 7 al 17 con un pico de mayor actividad el 14 de diciembre, con una tasa horaria zenital (THZ) de 120-160 meteoros/hora bajo condiciones óptimas, lo que la convierte en la lluvia de mayor actividad del año junto a la cuadrántidas.
Las Gemínidas fueron observadas por primera vez en 1862, mucho más reciente que otras lluvias de meteoros como son las perseidas y leónidas, que fueron descubiertas en 36 (siglo I) y 902 (siglo X), respectivamente.

## Radiante
Son meteoros de velocidad moderada que parecen provenir de un radiante en la constelación de Géminis (de ahí el nombre de la lluvia). Aunque su declinación (+33º) los convierte en una lluvia de meteoros septentrional, su ascensión recta permite su visibilidad desde antes incluso de la medianoche.

Un meteoro gemínidas cayendo hacia la Tierra

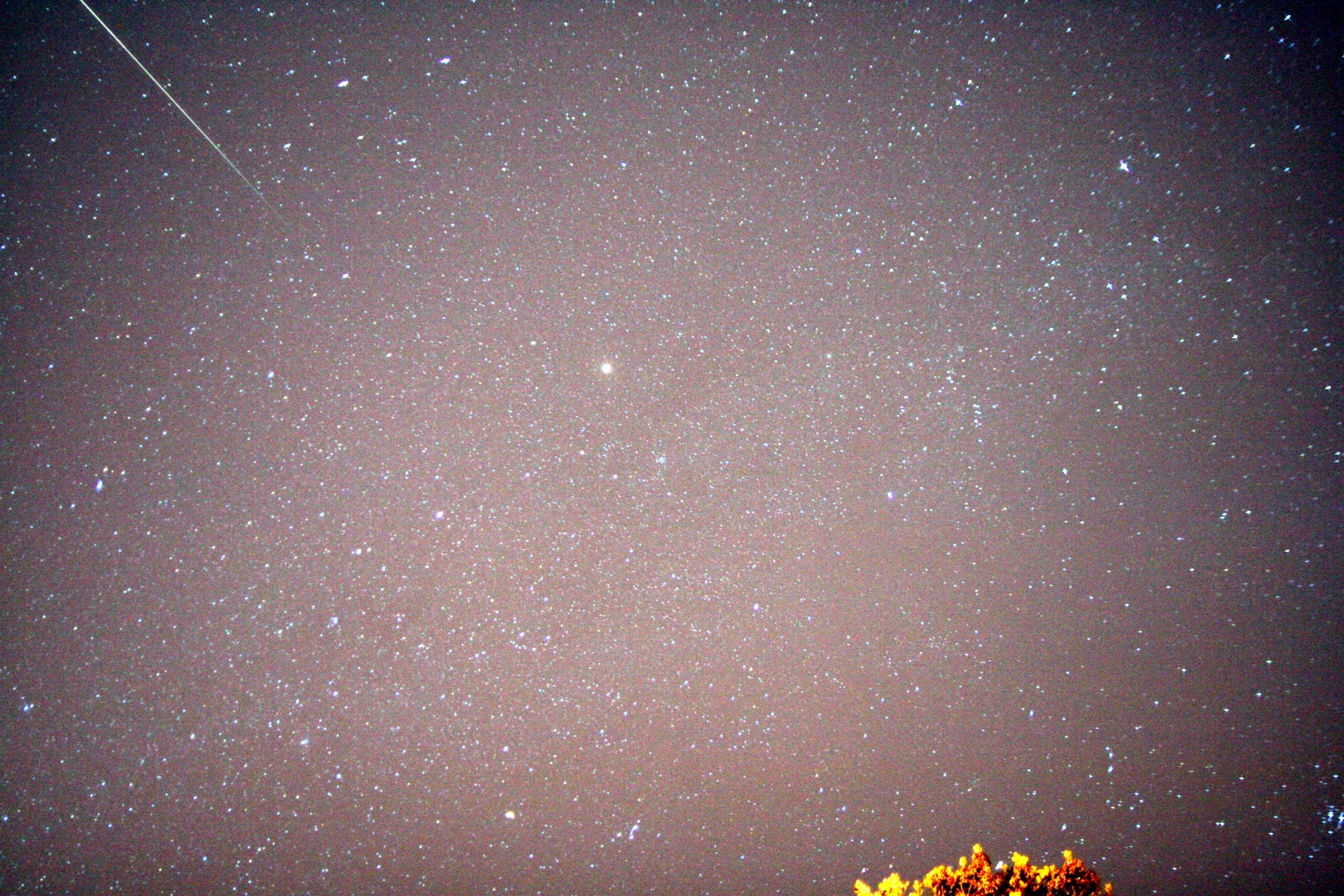
Gemínidas del 2009, vistas desde San Francisco, California.

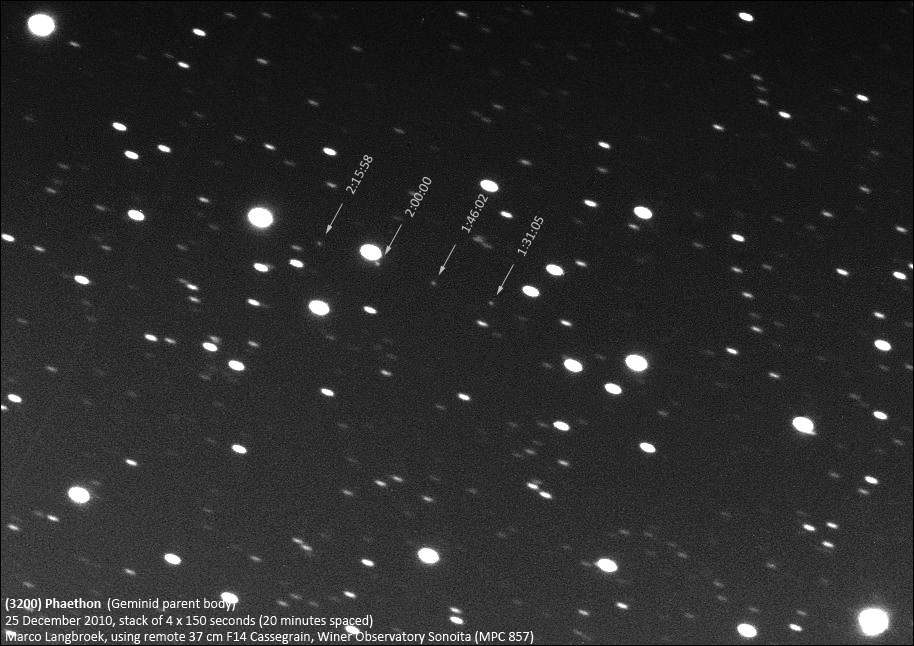
El asteroide (3200) Faetón, generador de las gemínidas, aquí en una imagen del 25 de diciembre de 2010 tomada con el telescopio F14 Cassegrain de 37 cm, Observatorio Winer, Sonoíta (MPC 857).

| Año  | Actividad          | Máxima actividad     | THZmax | Fase lunar              |
| ---- | ------------------ | -------------------- | ------ | ----------------------- |
| 2006 | 7-17 diciembre     | 14 de diciembre      | 115    | 33 % menguante cóncava  |
| 2007 |                    | 15 de diciembre      | 122    | 28 % creciente cóncava  |
| 2008 |                    | 14 de diciembre      | 139    | 96 % luna llena         |
| 2009 |                    | 13 de diciembre      | 120    | 10 % luna nueva         |
| 2010 | 7-17 de diciembre  | 14 de diciembre      | 127    | 57 % cuarto creciente   |
| 2011 |                    | 14 de diciembre      | 198    | 86 % menguante gibosa   |
| 2012 | 4-17 de diciembre  | 13-14 de diciembre   | 109    | 1 % luna nueva          |
| 2013 | 4-17 de diciembre  | 14 de diciembre      | 134    | 91 % luna llena         |
| 2014 | 11-19 de diciembre | 14 de diciembre      | 253    | 50 % cuarto menguante   |
| 2015 | 4-17 de diciembre  | 13 y 14 de diciembre | 120    | 9.4 % creciente cóncava |
| 2016 |                    | 13 de diciembre      | 25     | 100 % luna llena        |
| 2017 |                    | 14 de diciembre      | 145    | 13 % menguante cóncava  |
| 2018 |                    | 14 de diciembre      | 125±9  | 41 % creciente cóncava  |
| 2019 |                    | 14 de diciembre      | 120    | 94 % menguante gibosa   |
| 2020 |                    | 13 de diciembre      | 120    | 2 % menguante cóncava   |
| 2021 |                    | 13 de diciembre      | 125±25 | 73 % creciente gibosa   |
| 2022 |                    | 14 de diciembre      | 120    | 72 % menguante gibosa   |
| 2023 |                    | 14 de diciembre      | 120    |                         |